# 香坂ダム
香坂ダム（こうさかダム）は、長野県佐久市、信濃川水系香坂川に建設されたダム。高さ 38.5 メートルの中央遮水壁型ロックフィルダムで、下流に広がる水田210ヘクタール、畑地40ヘクタールを水害や水不足から保護する農地防災ダムである。

## 歴史
長野県と群馬県との境に端を発し、佐久市を西に流れる香坂川沿岸の地域では、しばしば洪水の被害に見舞われていた。1949年（昭和24年）にはキティ台風が襲来し、その翌年も同様の被害を受けている。このときの被害総額は香坂川が志賀川へ合流する地点一帯だけでも5億円に達した。
長野県は地域の防災を目的に、ダム建設による治水計画を推進。農地防災ダムとして香坂川に香坂ダムが建設されることになった。工事は1969年（昭和44年）4月から1974年（昭和49年）11月にかけて実施。事業費は12億2,200万円であったが、国と長野県とがこれをまかない、地元・佐久市の出費はなかった。

## 周辺
佐久市中心市街地より長野県道138号香坂中込線を香坂川上流に向かって進むと、やがて香坂ダムが見えてくる。堤体は草が生い茂り、ところどころ黒い岩石があらわになっている。堤頂はアスファルトで舗装された車道になっている。周辺は特に何もなく、公園として整備されているようすはない。右岸側には香坂ダムの碑と、ダム諸元を記載した案内板がある。

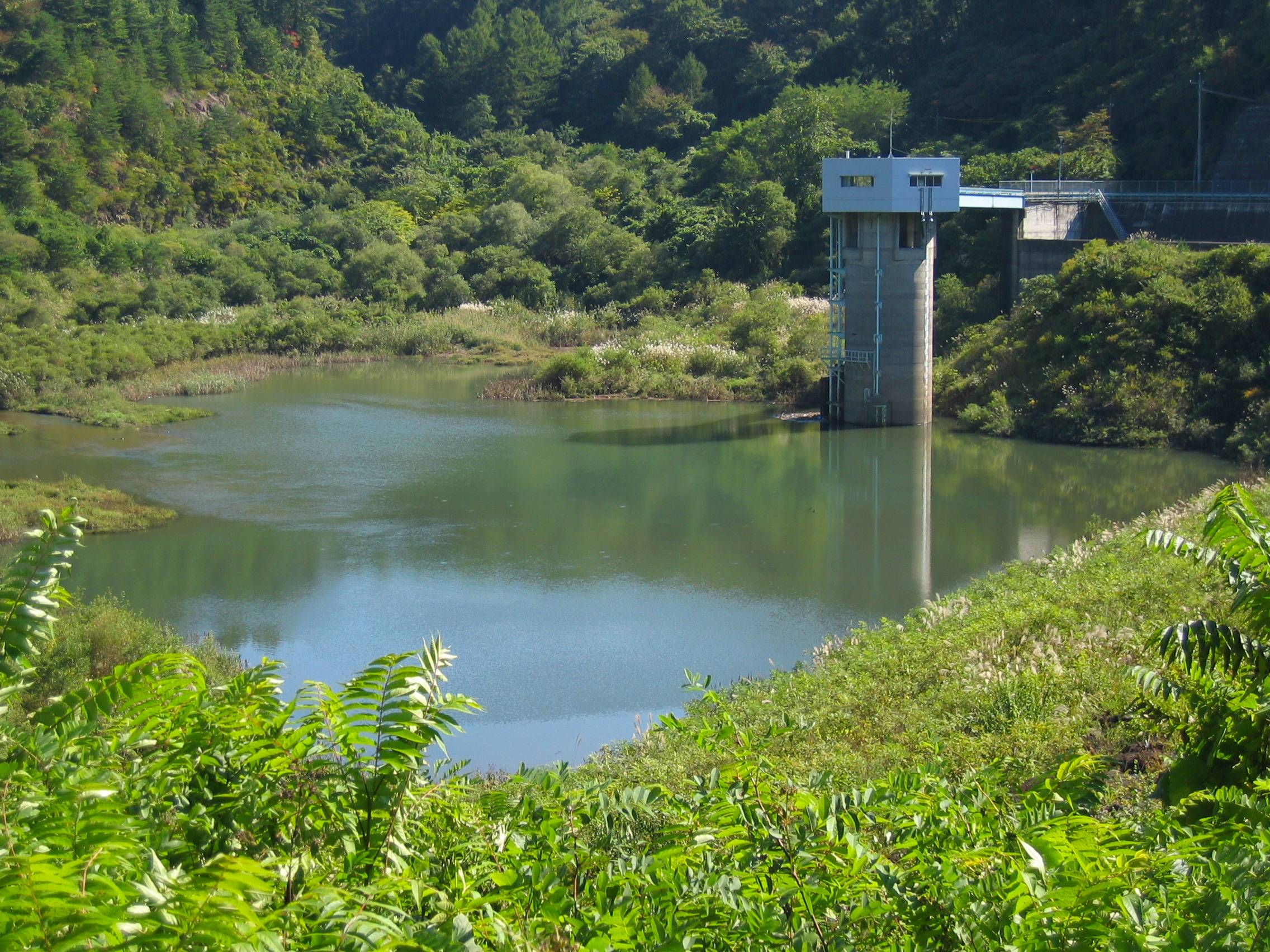
香坂ダム湖 左岸に取水塔がある 普段は水量が少ない
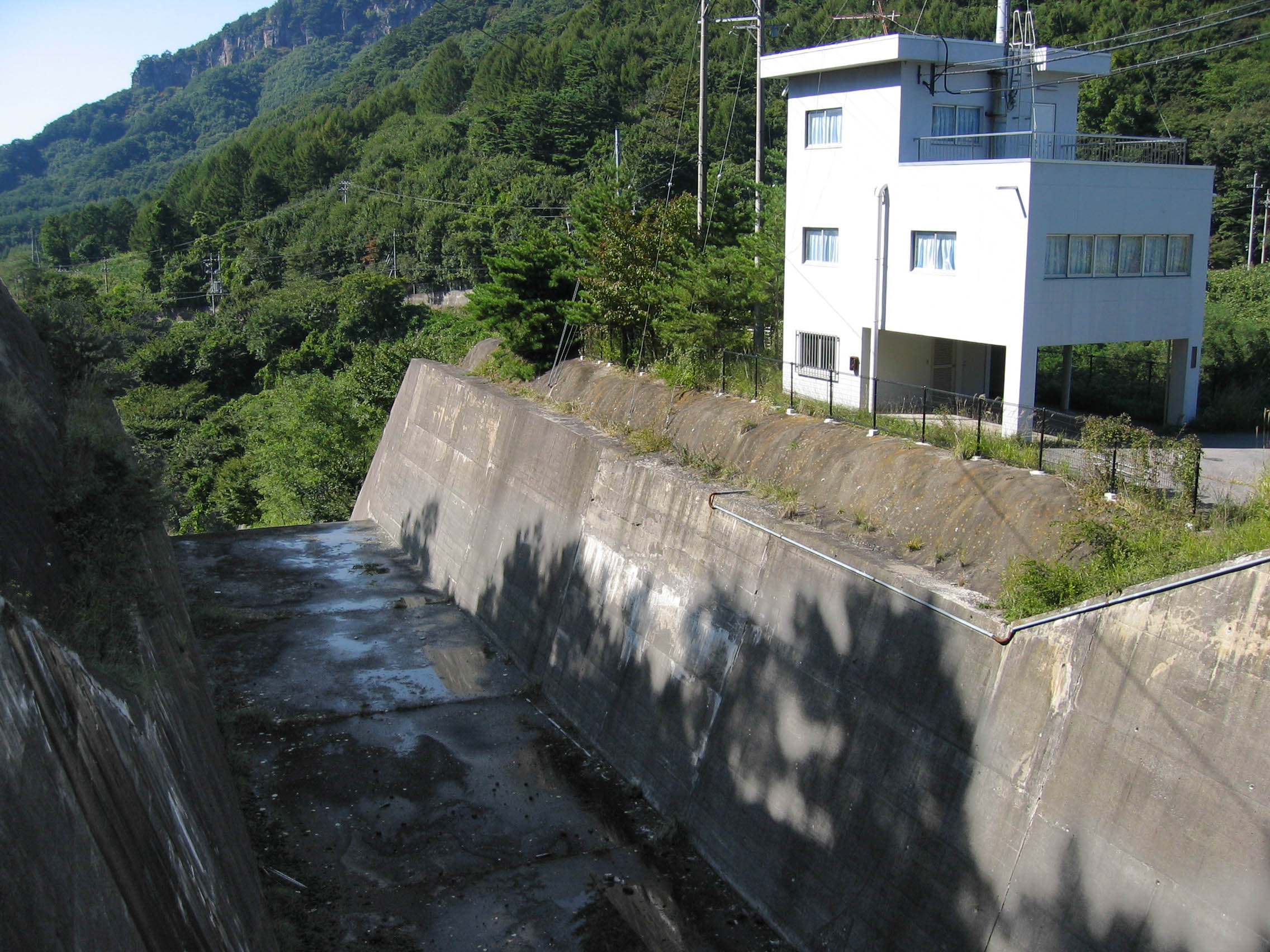
香坂ダム管理事務所横はすぐ放水路となっている